# Rancid (album uit 1993)
Rancid is het debuutalbum en tevens tweede gelijknamige album van de Amerikaanse punkband Rancid. Het werd uitgegeven op 10 mei 1993 door Epitaph Records. Het is het enige studioalbum waar Lars Frederiksen (de tweede gitarist van Rancid, die later bij de band komt spelen) niet aan meewerkt. Frederiksen ging echter wel met de band op tour om het album te promoten.

## Nummers
1. "Adina" - 1:40
2. "Hyena" - 2:55
3. "Detroit" - 2:24
4. "Rats in the Hallway" - 2:22
5. "Another Night" - 1:53
6. "Animosity" - 2:25
7. "Outta My Mind" - 2:23
8. "Whirlwind" - 2:15
9. "Rejected" - 2:12
10. "Injury" - 2:06
11. "The Bottle" - 2:05
12. "Trenches" - 2:04
13. "Holiday Sunrise" - 1:46
14. "Unwritten Rules" - 1:42
15. "Union Blood" (verborgen track) - 2:04
16. "Get Out of My Way" (cover van The Uptones) - 1:59

## Formatie
- Tim Armstrong - zang, gitaar
- Matt Freeman - basgitaar, zang
- Brett Reed - drums, zang